# Manuel Díaz González (actor)
Manuel Díaz González (Madrid, 1901- Madrid, 1978) fue un actor español.

## Biografía
Hijo de los actores Concepción González y Manuel Díaz de la Haza y hermano de la actriz Pepita Díaz. En la década de 1920 se incorpora a la compañía de su hermana y su cuñado Santiago Artigas, con la que estrena títulos como Rosa de Madrid, Fruto bendito, Vidas cruzadas o El monje blanco y más adelante, en 1936, Nuestra Natacha, de Alejandro Casona, ya con Manuel Collado, segundo marido de Pepita.
Durante la guerra civil española, se traslada a México junto a su familia, instalándose definitivamente en Buenos Aires donde estrenan, entre otras obras, Prohibido suicidarse en primavera (1937) y La barca sin pescador (1945), ambas de Casona.
Regresa a España en 1953 afianzando su carrera sobre las tablas Madrugada (1953), de Antonio Buero Vallejo con dirección de Cayetano Luca de Tena, La hora de la fantasía (1954), de Anna Bonacci, Los maridos engañan después del fútbol (1956), de Luis Maté, Harvey (1956), de Mary Chase, Las brujas de Salem (1957), de Arthur Miller, dirigida por José Tamayo y Las cartas boca abajo (1957), de Buero.
En 1957 debuta en el Teatro Español con El diario de Ana Frank, bajo dirección de José Luis Alonso Mañés. Sobre ese escenario, estrena, en años sucesivos El teatrito de don Ramón (1959), de José María Pemán, El baile de los ladrones (1960), de Jean Anouilh, Los intereses creados (1960), de Benavente. 
Dos años más tarde, interviene en el Teatro María Guerrero en la reposición de Los caciques, de Carlos Arniches, a la que seguirían , La loca de Chaillot (1962), de Jean Giraudoux, con Amelia de la Torre,  La historia de los Tarantos (1962), de Alfredo Mañas, El rinoceronte (1963), de Ionesco, con José Bódalo, Los físicos (1965), de Friedrich Dürrenmatt, Mañana te lo diré (1968), de James Sanders, El inocente (1968), de Joaquín Calvo Sotelo, Andorra (1971), de Max Frisch, La jaula (1972), de José Fernando Dicenta y La profesión de la señora Warren (1973), de George Bernard Shaw.
En la gran pantalla intervino en una quincena de títulos, algunos de ellos adaptación de piezas teatrales que previamente había interpretado, como Nuestra Natacha (1936) o Madrugada (1957). Posiblemente su papel más recordado sea el del servil Don Prudencio en Atraco a las tres (1962), de José María Forqué. Participó, además en Alta costura (1954), de Luis Marquina, El salario del crimen (1964), de Julio Buchs y Fortunata y Jacinta (1970), de Angelino Fons, Los gallos de la madrugada (1971), de José Luis Sáenz de Heredia, entre algunas otras.